# T-62主战坦克
T-62是前苏联研制的主战坦克，是在T-55型主战坦克基础上发展而来的。其115毫米滑膛炮是世界上第一种实用的滑膛坦克炮。

## 发展

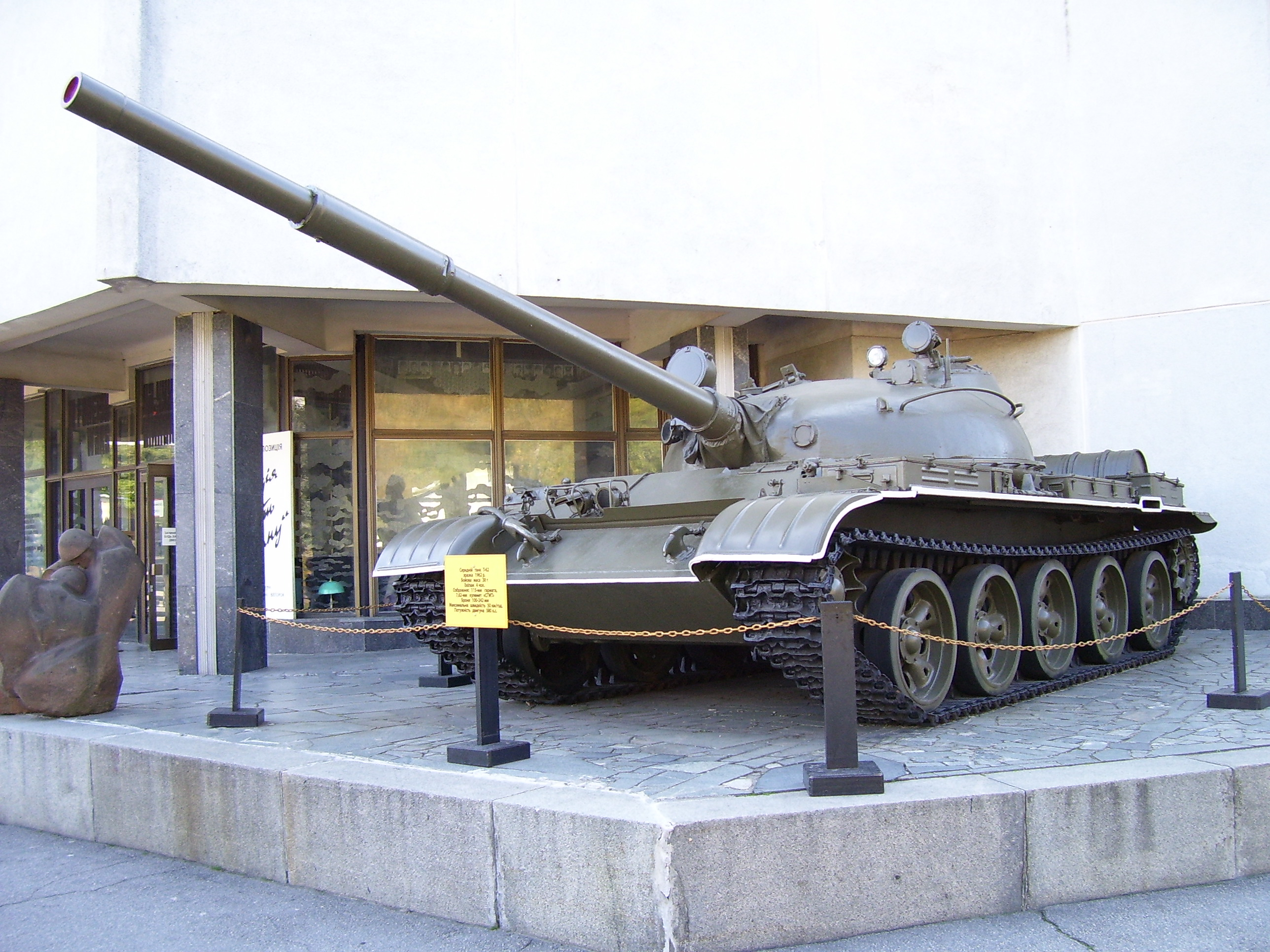
T-62坦克

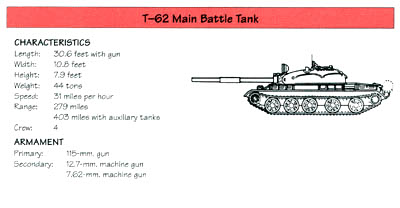
T-62的資料

直到1960年代初叶，T-54/55使用的D-10T系列主炮都是苏联主战坦克的唯一装备。100毫米口径的D-10T实为二战末期技术，原为SU-100自行火炮开发。 到1950年代中期以后苏军发现这款主炮已难以对付M48坦克，而西方坦克装备着APDS这一苏联所不具备的有力弹种（直到1966年使用D-10系列火炮的單位配發的BM-8 APDS彈藥才有所改善）却能在正常距离上击穿T-55。 这种不利状况即苏联开发T-62的初衷。
该车先后（其实许多计划是平行进行的）经历了139、140和141工程（Объект，羅馬轉寫：Ob'yekt，英譯為：object，一般翻译作“计划”或是“工程”）等许多早期设计，和165/166工程的最终样车发展。现在回顾这段历史会发现这一坦克的发展充斥着苏联式的官僚主义作风导致的繁琐冗长研发历程和坦克设计局间的复杂关系。
苏联设计师为应对上述情况所进行的火力升级尝试中，较早且影响最大的是的D-54系列坦克炮，设计计划开始于1952年,由第9设计局（ОКБ-9）设计。最初目的之一是应对西方105毫米L7线膛坦克炮。该炮发射普通穿甲弹时初速可达到1015m/s，而发射超速穿甲弹（俄语：Бронебойный подкалиберный，大意为次口径弹，不清楚具体是APCR还是APDS）更是能够达到可观的1535m/s，在一千米上的穿深为310（一说350）毫米，而D-10T只能达到185毫米。搭载D-54系列的坦克样车有许多，而D-54系列也有很多派生型号：
D-54:配用“彩虹”单向稳定器的早期型号，曾搭载于141工程。
D-54TS:配用更新的双向稳定器“闪电”，搭载于139、140、430工程。由于效果不佳，又配用新的双向稳定器“暴风雪”，搭载于140工程第二样车和142工程樣車。
U-8TS:经过大幅修改的D-54，加强了身管强度以适应更强的弹药（推测为APDS），膛线更陡，配用更新的“彗星”双向稳定器，搭载于165工程（也就是后来的T-62A），获得工厂代号U-8TS。最终由于165工程的装备（虽然只是短期的实验性装备）获得炮兵装备局正式代号2A24。后来又曾作为其他试验车的主炮。
D-60：采用同类身管设计的试验性牵引式反坦克炮。
虽然D-54系列作为多种试验车的主炮持续多年，也拥有不输于L7的优秀潜力，但最终没有成为大批量装备的制式坦克炮，仅165工程曾试验性装备。
虽然OKB-520设计局将140工程的构想用到了165工程（140工程的炮塔与150工程的车体结合成了165工程方案）上，但是此时赫鲁晓夫于1958年看到了T-12 100毫米牵引型滑膛反坦克炮于其配用的新式尾翼稳定脱壳穿甲弹（APFSDS）后十分欣赏，坚持用它作为坦克主炮。不过T-12型反坦克炮的弹药长度过大，无法在坦克炮塔内顺利装填和抛壳，于是又OKB-9设计局在D-54（U-8T）的基础上研发了U-5T型滑膛坦克炮，为了在缩短弹药长度的同时保证威力，将口径扩大至115毫米，并使用了一个大锥度的粗短药筒。U-5T没有D-54系列一贯的炮口制退器，而抽煙装置也移到身管中部。520设计局下属的24研究中心设法将其成功装车于165工程，新车代号166工程。
由于滑膛炮在那个年代是新生事物，对于其效能存有一定担忧，所以军方决定将165工程与166工程同时投入试生产，165工程命名为T-62A，而166就是现在的T-62工程。经过一段时间的装备，军方发现，虽然U-8TS的性能不输于（甚至在对垂直装甲的侵彻力方面有微弱优势且精度更佳）U-5T，但是脱壳尾翼稳定穿甲弹特有的转正效应优势在对于倾斜装甲的打击效果上更胜一筹（那个年代线膛炮还无法发射APFSDS）。鉴于当时坦克已经广泛采用倾斜装甲，且在实战中以理想的垂直角度命中装甲的可能性很低，U-5T总体优势明显。于是，在短暂的并行装备试验期后，T-62A的生产与装备被终止，仅产数辆。T-62最终大规模装备。
曾有傳一名伊朗军官於1961年驾M60A1叛逃苏联，苏联將其拆解後以所獲數據作逆向工程改良T62的防护設計；然而此傳聞實為杜撰，因當時M60A1仍未問世，更遑論獲非原產國的伊朗所裝備。
T-62的观瞄设备都和T-55一致，只是炮手用了新的TSh-2B-41瞄准镜有4倍和7倍的变焦。同时还配有光学测距仪。 它是首款彻底实现核防护的苏联坦克，并且配有自动抛壳机， T-62型坦克自1961年开始生产，一直生产到1975年。
T-62型坦克一度是苏联装甲部队的主要装备，代替了一部分T-55型坦克（虽然T-55生产的时间和产量都超过T-62）。T-62型坦克后来被T-64及T-72主战坦克所代替。

## 設計

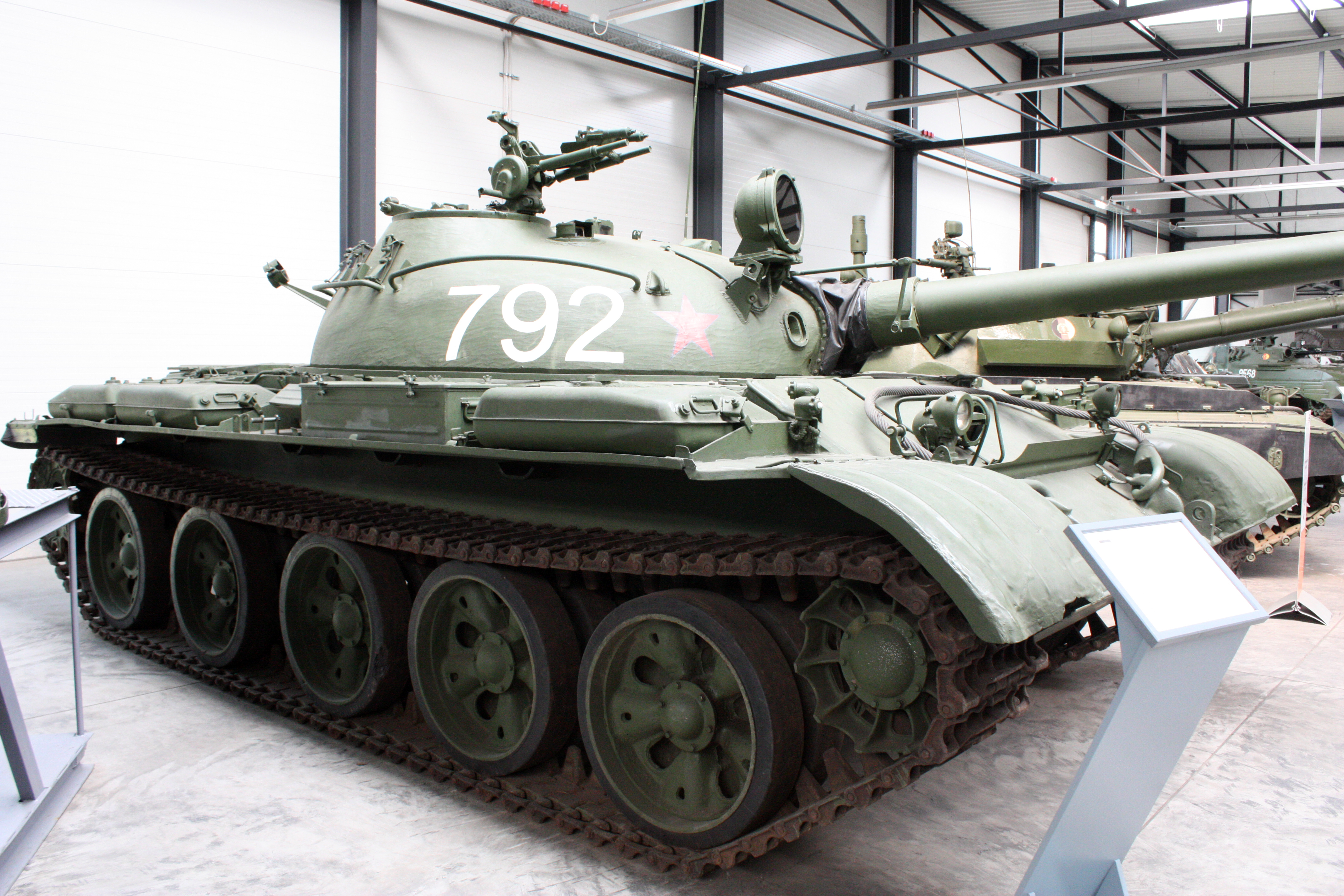
T-62坦克的設計沿自T-55，主要其炮塔有所改變

### 主炮和炮塔
T-62的主炮是115毫米口徑U-5TS（U-5TS为工厂代号，炮兵总局代号：2A20）滑膛炮，主炮有水平和垂直穩定器，主炮為最大16度仰角和最大4度俯角，其所配用的炮彈有三種，分別為翼穩脫殼穿甲彈、高爆反坦克彈和榴彈，當炮彈被發射後，其彈殼會被自動拋棄出車外，其彈殼有鋼製和黃銅製的，當中穿甲弹的彈殼皆為黃銅製，實戰證明這些由金屬製的彈殼比由可全燃燒材料製的彈殼更不易被引爆，因此對坦克兵更安全。
炮塔由140工程改进而来，為整體鑄造式圓餅形，其形狀比T-54/55系列主战坦克的半卵形炮塔更扁，目的是要進一步減低高度以便隱藏，其表面經過磨滑以令來襲炮彈更易滑開，正面裝甲厚度為242毫米，舱盖基座由T-54的铆接型改为一体成型，提高了整体强度。為了容納U-5TS滑膛炮，其炮塔座圈加大，炮塔內乘坐三人，分別是車長、炮手和裝填手，車長有獨立可360度轉動的指揮塔，當發現外部目標就可以按該方向的按鈕令炮塔轉向該方向，之後由炮手作進一步瞄準開火，由於在T-62列裝時蘇聯的電子科技並不先進，T-62的瞄準系統仍然沿用自二戰的光學機械式，以至其瞄準俱上佈滿量度距離用的表尺，原本T-62並無炮塔的防空重機槍，後來加上了一挺DShK重機槍並交由裝填手操作。
T-62是蘇聯最後在炮塔上有搭乘步兵用扶手的坦克，之後由於裝甲運兵車和裝步戰車的出現而取消了扶手，T-62的炮塔由於在前方裝有主炮和厚重的前裝甲而後部又無配平重量的艙室，令其炮塔是前重後輕，若在上斜坡時其炮管指向側方或後方，其炮塔將無法轉動。

### 車身

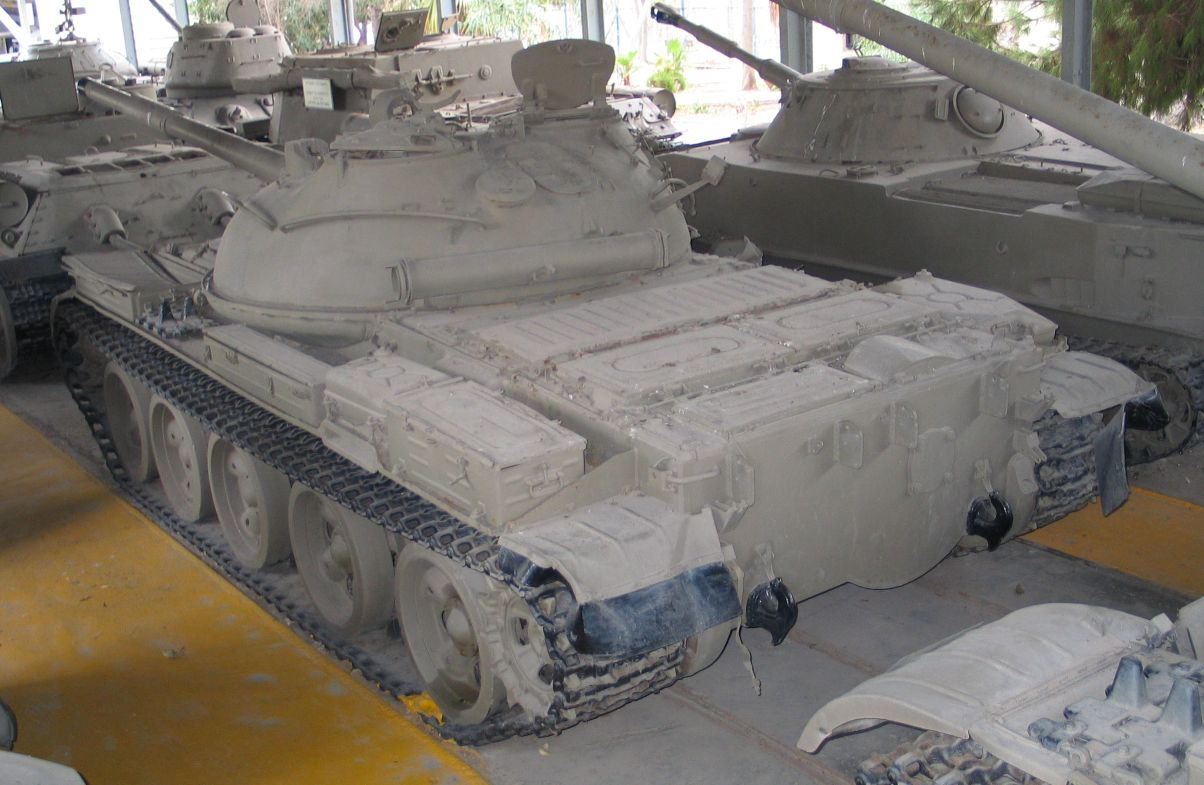
T-62的車尾接近垂直

T-62的車身沿用自T-54/55的設計，就連車輪也和T-54/55相同，但由於其炮塔座圈加大令其車身要加長386毫米，由於其車重由T-54/55的36噸增加至40噸，令其要採用較闊的履帶，T-62的接地壓力要比T-54/55略小，其扭力桿式懸掛系統也要加大載重量並在在最前和最後的車輪上加上油壓減震器，不過T-62卻沿用了T-55的水冷式發動機而令其機動性略有下降，其車尾由T-54/55的73斜角改為接近垂直的88度斜角，車尾掛有一根圓木和潛渡裝備，T-62可利用潛渡裝備越過5米深的河川。
T-62的發動機冷卻系統在地處寒帶的蘇聯尚可，一旦用於中東等熱帶地方就冷卻不足而令其故障，唯有不把發動機動力全開即不能以最快速度行駛，而其動力系統的零件發生提早磨損等現象，原因是T-62的設計太緊湊，使其各零件之間的公差太小。
T-62車身左側為駕駛室，駕駛員座位可調校高度，在駕駛室右側是彈藥室，可存放16發炮彈，其車底由4塊衝壓鋼板焊接而組成，接合位在扭力桿位置，在發動機室下方有加強樑以增加結構強度，由於考慮到可能會發生核戰，T-62內部有防輻射的夾層和偵測輻射的儀器，但並無配置完整的抵擋生化武器的防護設備，其乘員仍要穿化學防護衣和戴上防毒面具。

## 主要型號

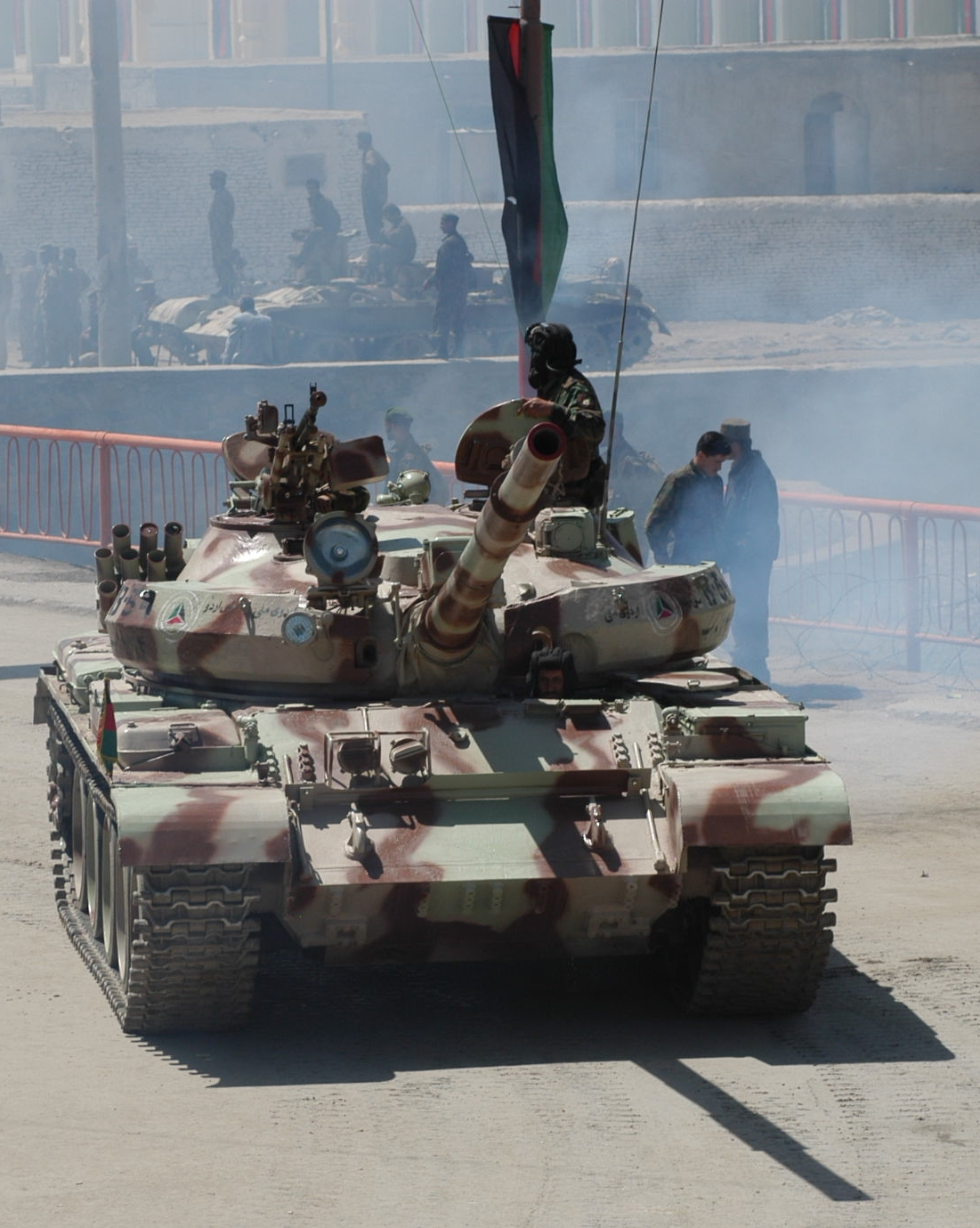
大幅現代化升級的T-62M型，其炮塔附加的眉毛裝甲為其外觀特徵

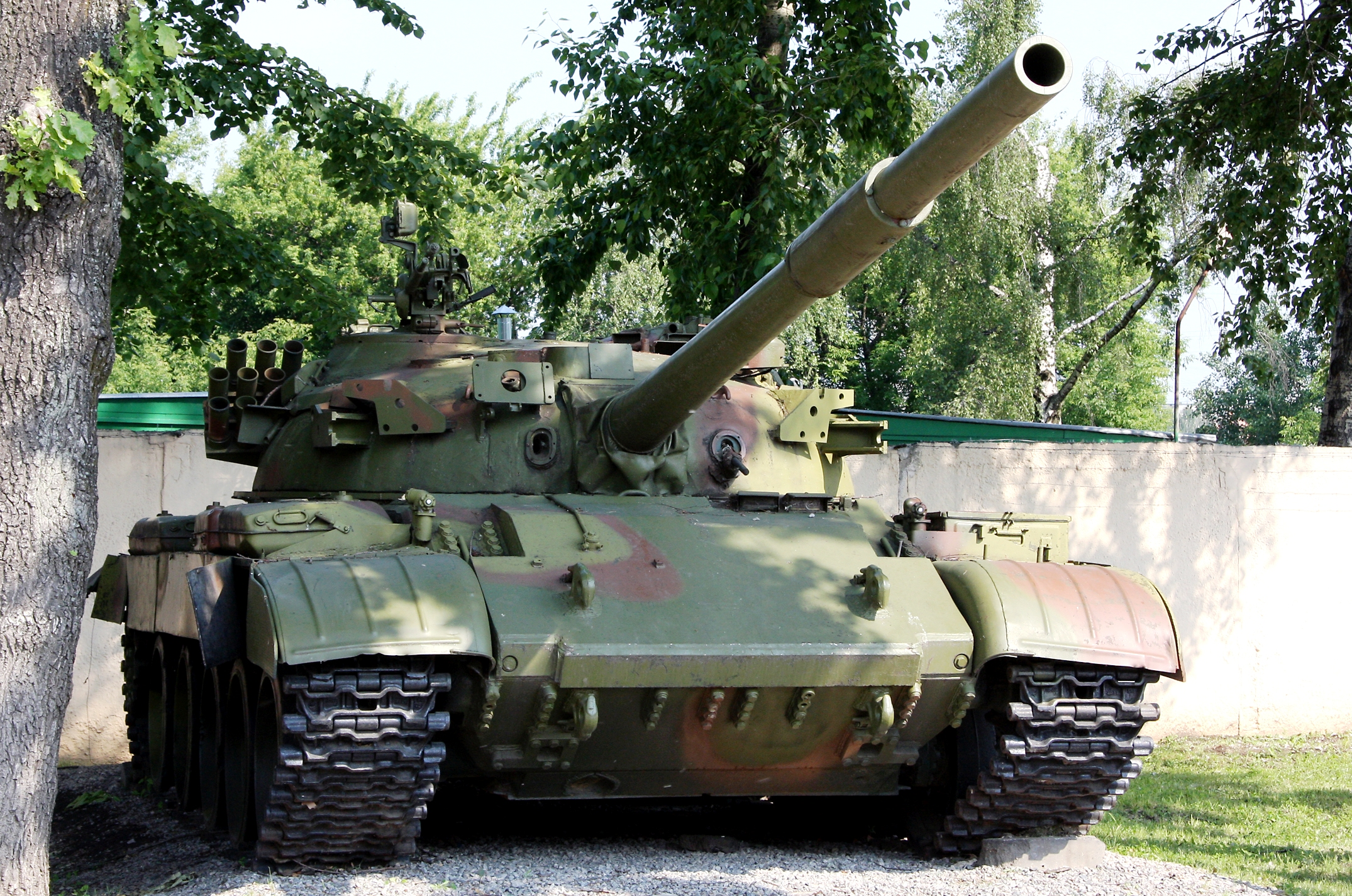
T-62D

### T-62
基本型的T-62

### T-62A
採用100毫米口徑U-8TS線膛炮的型號，只生產了5輛

### T-62ERA
加裝爆炸反應裝甲的T-62

### T-62M

#### obr.1981
1981年開始進行的改良型，包括:
- 改良射操系統，换用新型1К13-1瞄准镜，加裝彈道計算電腦和激光測距儀
- 可發射9K116炮射反坦克導彈
- 炮塔右側加上8個煙幕彈發射器
- 加強裝甲防護，在炮塔正面加上被稱為眉毛的附加裝甲，內裡有充填聚氨酯泡沫的裝甲夾層，車身正面也加上一塊厚30毫米的附加裝甲，內裡也是聚氨酯泡沫的裝甲夾層，車底前方也加上裝甲以保護駕駛不被反坦克地雷傷害，有些T-62M的車身兩側加上類似用於T-72的塑膠側裙裝甲，經過加裝附加裝甲後，其正面防穿甲弹的強度由原本200至250毫米增強至320毫米，防高爆反坦克彈的強度由原本250毫米增強至350至400毫米，這種防禦力可以有效防禦西方當時大規模使用的L7線膛炮的大多數彈藥，但要對抗Rh-120滑膛炮則顯得有些無力。
- 由於強化裝甲令其車重增加了3噸而要增強懸掛系統的載重量並在第2對車輪上加上油壓減震器
- 發動機馬力增加至617匹

#### obr.2022
在T-62M基礎上加装了1PN96MT热成像瞄具和“接触-1”爆炸反应装甲。

#### obr.2023
在T-62M基礎上加装了「松樹」-U 熱成像瞄具、“化石”爆炸反应装甲和焊接顶棚，可以在面对早期T-72系列、T-64系列以及M-55S和豹1系列坦克时并没有太大劣势。

### T-62MV
以爆炸反應裝甲代替附加裝甲的T-62

### T-62D
以TMT-5主動式坦克防衛系統取代附加裝甲的T-62，其射控系統也和T-62M相同但不能使用炮射飛彈

### T-67
現代化改裝的T-62

## 實戰

### 中蘇珍寶島衝突

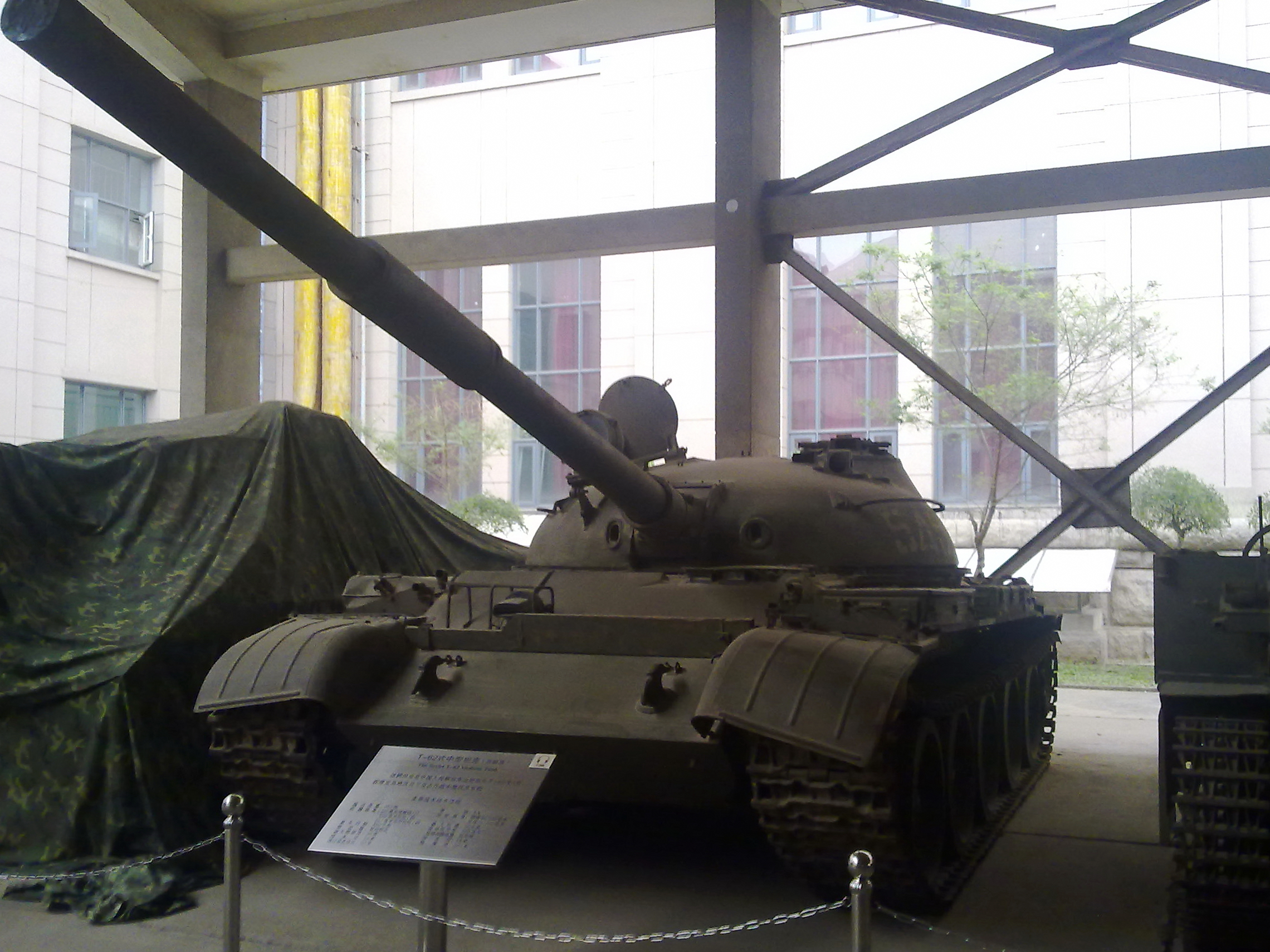
在珍寶島衝突當中被中國解放軍擄獲的T-62

T-62装备了苏联与东欧主要国家以及各社会主义国家，但是中国因為和蘇聯關係不佳并没有装备，但是T-62影響中国很多，這是因為曾在1969年的珍宝岛事件中缴获过一辆苏军T-62坦克，於是開始自行逆向工程而得到。
1969年3月15日在中蘇邊界的烏蘇里江發生的珍寶島衝突當中，蘇軍出動4輛T-62參戰，但其中一輛545號車在被埋在烏蘇里江江面（當時江面結了厚冰）的一個反坦克地雷炸斷履帶，其側面也被一發反坦克火箭彈炸穿並造成一名坦克兵受傷，在車上人員逃走後演變成雙方圍繞此坦克的爭奪戰，當蘇軍斷定不能回收此車後決定把它炸毀，但兩次都不成功，反而令該車跌入烏蘇里江的江水之內，蘇方人員怕被中方打撈該車，還在蘇方那邊部署了狙擊兵和紅外線夜視鏡，而中方派出海軍潛水員偷偷地在江底把該車鈎上鋼纜再把它拖走，此車對中國當時研製中的69式坦克影響很大，包括其滑膛炮和炮彈的設計，该车目前保存在北京的军事博物馆中。

### 中東以阿戰爭
1971年開始蘇聯向埃及和叙利亚等中東國家出口T-62，1973年第四次中東戰爭時埃及軍和叙利亚軍分別有200輛和500輛T-62，戰爭以埃叙聯軍偷襲以軍開始，裝備T-62的埃及軍的第25旅和第15旅在西奈半島對以軍南北夾擊，10月8日，埃及軍的T-62和以軍的百夫長坦克交戰，以軍宣稱擊毀數輛T-62。
叙利亚軍方面則進攻在戈蘭高地的以軍，但以軍依靠防禦工事和美製陶式反坦克飛彈對付叙利亚軍，以軍宣稱擊毀了500輛叙军坦克。
10月17日，以軍在沙龍的帶領下對埃及發動反攻，以軍攻破埃及軍側翼後，雙方坦克爆發坦克大決戰，混戰期間更有埃及軍坦克誤入地雷區，當日下午5時30分，以軍已擊毀埃及軍86輛T-62而祇損失了4輛坦克。
1982年的黎巴嫩戰爭當中，叙利亚軍的T-62又再敗於以軍之下。
在中東戰爭當中也暴出T-62的缺點：
- 雖然2A20滑膛炮的威力大於以軍的英製L7炮，但由於T-62缺少射控電腦而令其遠程射擊準確度低於以軍坦克，其扁平的炮塔令T-62善於隱藏和減少了被打中的機會，但限制了其主炮射角尤其是俯角不足（T-62最大俯角只有4度而西方坦克一般能達到10度），尤其在地勢崎嶇不平的地區更難以發揮主炮火力。
- 在炎熱的中東地區由於要避免T-62的發動機過熱而要慢速行駛，造成延誤戰局，其車內也缺少空調令坦克兵容易中暑而被熱暈，此點令以色列人在從擄獲後收編己用的T-62上一定要加裝空調。
- 另外以军指出它的车内空间比T-55小，人机性差。

### 兩伊戰爭、海灣戰爭和伊拉克戰爭

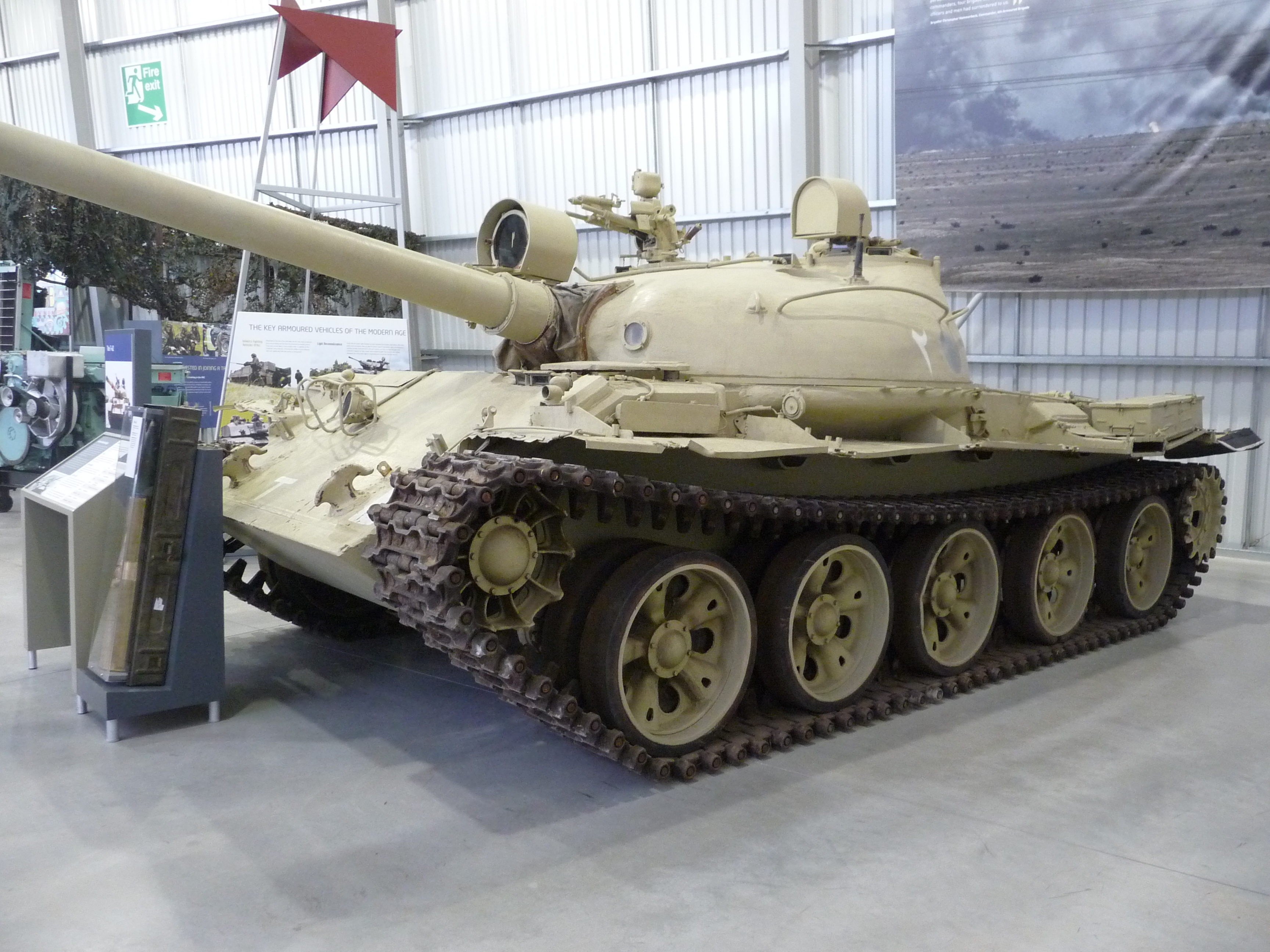
在海灣戰爭時被英軍擄獲的伊拉克軍T-62

伊拉克由1972年開始向蘇聯購買T-62，伊拉克軍的T-62也參加兩伊戰爭，在戰爭中曾有擊毀伊朗軍的英製酋長式戰車，但伊拉克軍的T-62在海灣戰爭和伊拉克戰爭當中皆傷亡慘重。

### 阿富汗戰爭
苏联侵阿战争中T-62是主力坦克，在战争中大量的子型号T-62M出现，它带有炮塔附加装甲，苏军对坦克的主要使用方法和越戰美军一样，是把它们当成支援火力点。一些T-62坦克被阿富汗游击队缴获。
當1989年蘇軍撤出阿富汗時把179輛T-62交給阿富汗政府軍，後來又用於對付塔利班和由美國出兵的阿富汗反恐戰爭，至2003年5月15日祇剩下44輛，後來全部賣給也門和安哥拉。

### 俄乌战争
俄军将已退役的T-62M/MV坦克重新投入前线战斗，主要供頓涅茨克人民軍和盧甘斯克人民軍配置在炮兵部隊，用作自走炮使用。第一辆被记录到遭击毁的T-62M出现在2022年7月左右。由2024年起，开始逐步地将T-62M坦克配备上了前线坦克才有的反应装甲、防护棚以及电子战系统配置，调往前沿作为突击坦克使用，而不是单单作为补充炮兵用的自行火炮。

### 其他
T-62也有參與兩次車臣戰爭、俄格戰爭、叙利亚內戰。

## 使用國家
- 阿富汗
- 阿尔及利亚
- 安哥拉
- 白俄羅斯
- 保加利亚
- 中华人民共和国－擄獲並作為測試用

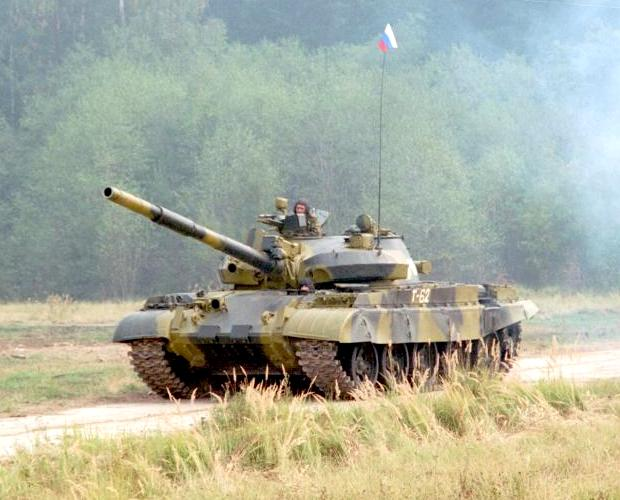
至今仍在俄軍中服役的T-62M

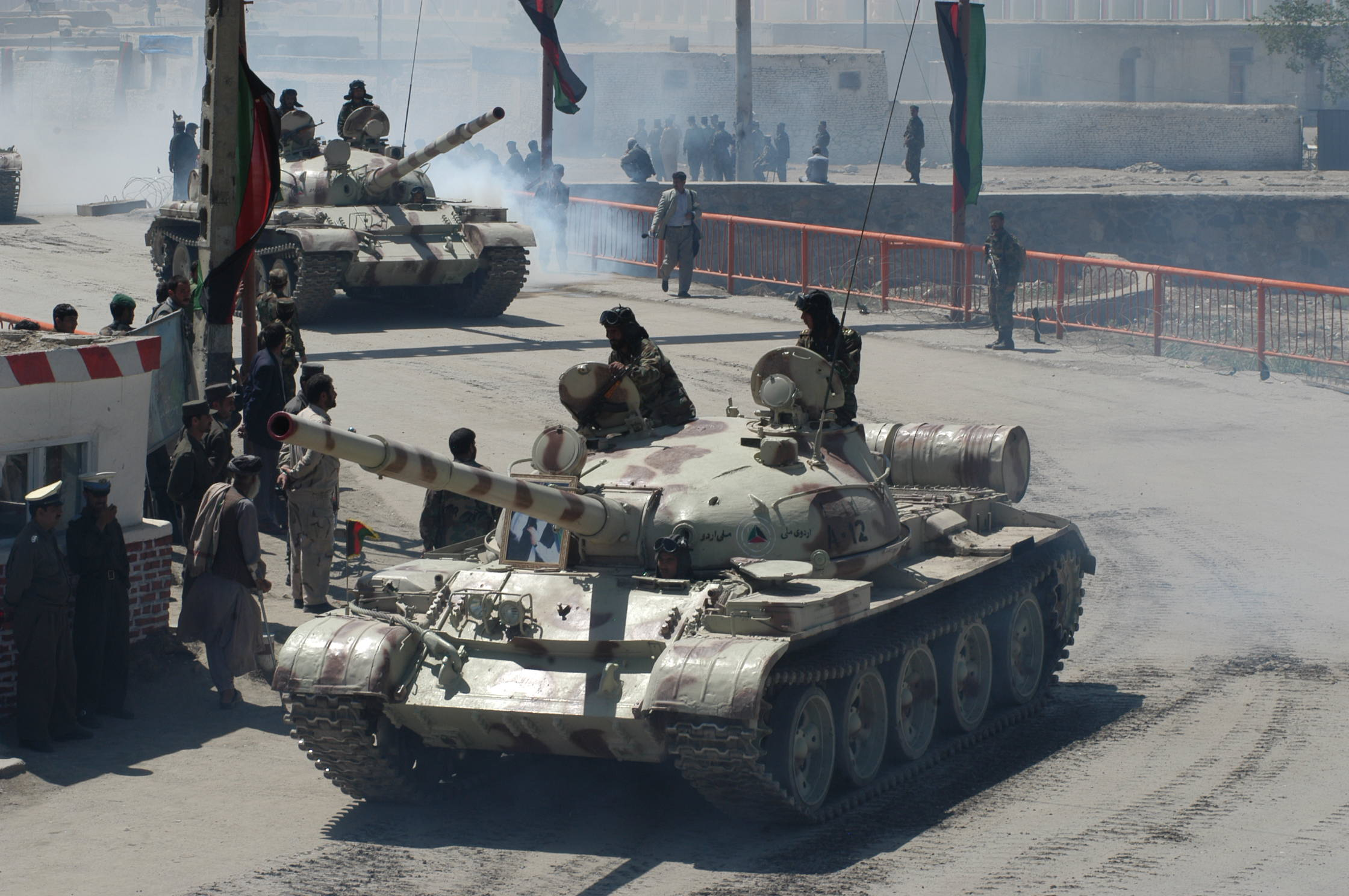
阿富汗伊斯蘭共和國時期的政府軍T-62

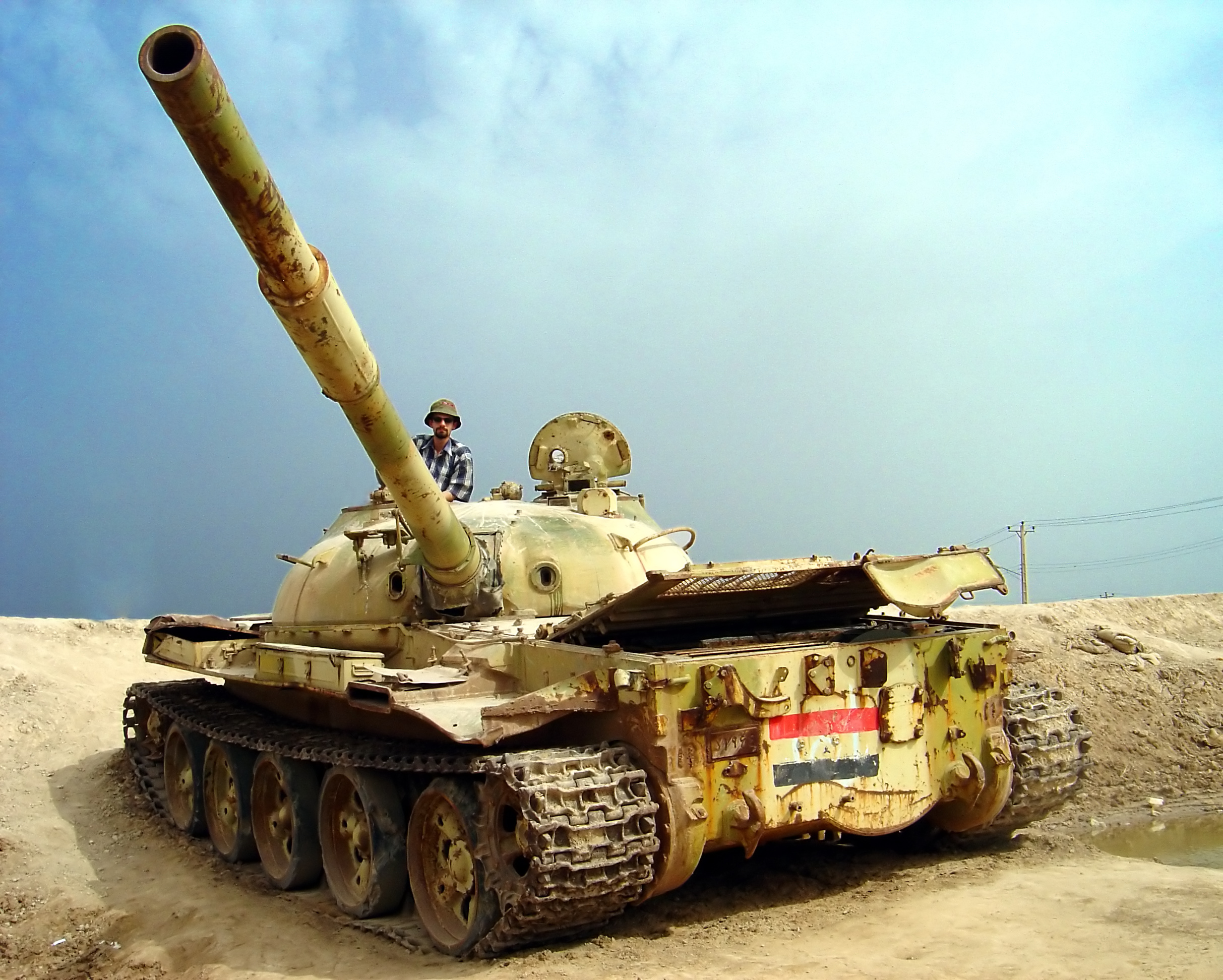
伊拉克軍的T-62

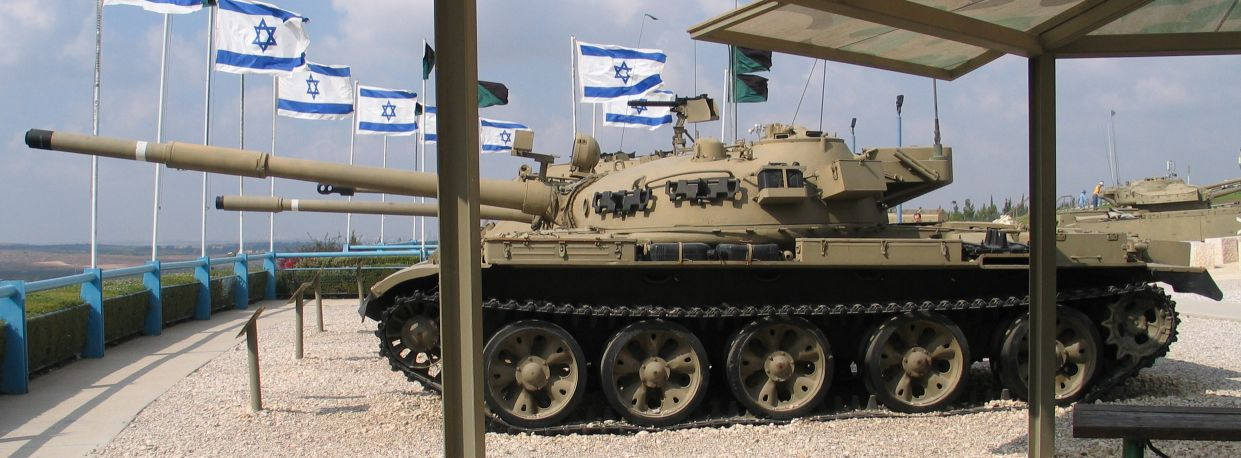
以色列有120輛T-62作為訓練

- 古巴－幾乎已升級為T-62M，與T-55M同為古巴陸軍主力戰車
- 捷克斯洛伐克－測試用
- 埃及
- 衣索比亞
- 伊朗
- 伊拉克
- 以色列－擄獲
- 利比亞
- 蒙古国
- 北也門
- 波蘭－測試用
- 俄羅斯- 原本大多封存,2022年入侵烏克蘭期間逐步解封參戰,亦有少量現代化版本仍服役於邊防部隊
- 撒拉威阿拉伯民主共和國
- 南奥塞梯
- 南也門
- 苏联
- 叙利亚
- 乌克兰
- 美国－擄獲並作為測試用
- 越南－從北韓購買
- 葉門
- 辛巴威－從北韓購買

## 流行文化
由日本漫畫家新谷薰所繪畫的漫畫《基地88》，當中阿斯拉皇國（虛構的中東國家）反政府軍的坦克幾乎全是T-62
《戰車世界》（在蘇聯科技樹以T-62A以及早期設計原型Object.140做為X階中型戰車登場）
在2015年OB的電腦線上遊戲《装甲战争》中以T-62作為供應商Shishkin 之East European MBTs科技樹裡的3階主戰坦克登場
战争雷霆：作为苏系6階中坦(T-62,T-62M-1)，中系金币载具（545号）出现，有两款APFSDS和一款HEATFS可以使用

## 外部連結
- T-62 at Federation of American Scientists web site（页面存档备份，存于）
- T-62 at Globalsecurity.org（页面存档备份，存于）
- Cuban T-62（页面存档备份，存于）
- 苏联T-62主战坦克